# Philemon novaeguineae
El filemón de Nueva Guinea (Philemon novaeguineae) es una especie de ave paseriforme de la familia Meliphagidae endémica de Nueva Guinea y las islas circundantes. Anteriormente se consideraba conespecífico del filemón de yelmo y el filemón del cabo York, pero ahora se consideran especies separadas.

## Distribución y hábitat
Se encuentra en la isla de Nueva Guinea y varias de sus islas circundantes: las islas Aru,  Raja Ampat, Entrecasteaux, Yapen y Tagula. Su hábitat natural son los bosques húmedos tropicales.